# Kanadska zlatošipka
Kanadska zlatošipka (gustocvjetna zlatnica, lat. Solidago canadensis) je biljka iz porodice Asteraceae. Prirodni areal joj je sjeveroistočni i središnji sjeverni dio Sjeverne Amerike. U Europu je unešena oko 1648. godine kao ukrasna biljka. Kod nas se smatra za invazivnu vrstu.

## Opis
Zeljasta višegodišnja biljka, visine do 2 metra. Listovi kopljasti, cvjetovi žuti.

## Uporaba
Medonosna je biljka, a koristi se i kao ukrasna biljka. Koristi se u narodnoj medicini. Mladi izdanci i cvjetni vršci su jestivi. Može se koristiti za bojenje tkanina.
Kao ljekovita biljka koristi se biljka sabrana u početku cvatnje. Prikupiti travu na početku cvatnje. Suši se na zraku prii temperaturi od 50 – 60° C.
Biljka Solidago canadensis sadrži flavonoide (aglikoni: kvercetin, kempferol, izoramentin), kumarine (scopoletin, umbeliferon) hidroksicinaminsku kiselinu, triterpena spojeve, šećere, aminokiseline.
Pripravci iz biljke kanadska zlatošipka imaju izražen diuretski učinak.
Solidago canadensis dio je složenih gotovih pripravaka: Marelin (Ukrajina) Fmiolizin (Poljska) koji imaju spazmolitičko, diuretsko i antiupalno djelovanje i koristi se za liječenje bubrega i bubrežnih kamenaca te kod upalnih bolesti urinarnog trakta.
U narodnoj medicini koristi se i kao domaća zlatošipka, no djelovanje je dvostruko jače. U smjesi s drugim biljkama koristi se kod adenoma prostate i kroničnog prostatitisa.

## Podvrsta
- Solidago canadensis var. lepida (DC.) Cronquist

## Sinonimi
- Aster canadensis (L.) Kuntze
- Doria canadensis (L.) Lunell
- Solidago canadensis subsp. altissima (L.) O.Bolòs & Vigo
- Solidago canadensis f. canadensis
- Solidago canadensis subsp. canadensis
- Solidago canadensis var. canadensis
- Solidago hirsutissima var. hirsutissima

## Vanjske poveznice
- Solidago canadensis